# Królestwo Myinsaing
Królestwo Myinsaing (birm. မြင်စိုင်းခေတ် /mjɪ̀ɴzáɪɴ kʰɪʔ/) – królestwo władające środkową Birmą od 1297 r. do 1310 r.
Zostało założone przez trzech braci pochodzenia szańsko-birmańskiego i było jednym z wielu miniaturowych królestw, jakie wyłoniły się po upadku imperium Paganu w 1287 r.
Na początku lat 90. XIII w. trzech braci – Athinhkaya, Yazathingyan i Thihathu – byłych dowódców wojsk Paganu, zdobyło władzę nad ważnym, będącym ryżowym spichlerzem Birmy, regionem Kyaukse. W grudniu 1297 r. bracia sformalizowali swą władzę nad środkową Birmą wymuszając abdykację na nominalnym królu Paganu, Kyawswie (który był mongolskim wasalem) i rządząc jako koregenci – każdy ze swojego pałacu znajdującego się odpowiednio w Myinsaing, Mekkara i Pinle. W 1301 r. bracia odparli kolejny (i ostatni) najazd Mongołów pragnących przywrócić Kyawswę na tron. Po opuszczeniu przez Mongołów w 1303 r. Tagaung, ich bazy w Górnej Birmie, pod władzą regentów znalazła się cała środkowa Birma. Jednak w dalszym ciągu Myinsaing, wraz z królestwami Hanthawaddy i Taungngu oraz różnymi mniejszymi państwami Szanów było zaledwie jednym z wielu małych królestw, jakie powstawały w całej Birmie po upadku Imperium Paganu.
Okres ten nazywany jest zwykle w historii Birmy Wiekiem Trzech Szańskich Braci (birm. ရှမ်းညီနောင်သုံးဦးခေတ် /ʃáɴ ɲìnàʊɴ θóʊɴ ʔú kʰɪʔ/), co podkreśla wzrost znaczenia Szanów w birmańskich dziejach. W roku 1310 Thihathu został jedynym władcą królestwa i w 1313 r. przeniósł stolicę do Pinya. W 1315 r. nowe królestwo podzieliło się na Królestwo Pinya oraz Królestwo Sikongu.

## Początki
Założycielami królestwa byli trzej dowódcy pozostający na służbie króla Narathihapate w schyłkowym okresie Paganu. Ich ojciec, Theinkhabo, był młodszym bratem szańskiego saopha z Wyżyny Szan, który jako uchodźca polityczny znalazł schronienie w Kyaukse w 1260 r. Matka braci była córką birmańskiego finansisty z Myinsaing. Bracia wstąpili na służbę do króla we wczesnym wieku męskim. Po kilku latach służby otrzymali niższej rangi tytuły szlacheckie i zostali wyznaczeni wspólnymi dowódcami garnizonu w ich rodzinnym mieście – Myinsaing. Ich jedyna siostra została nawet żoną syna króla, księcia Thihathu, późniejszego gubernatora Pyain.

## Po upadku Paganu (1287–1297)
W 1287 r. Narathihapate uciekł z Paganu, który został następnie zdobyty przez siły mongolskich najeźdźców. Będąc już doświadczonymi dowódcami, trzej bracia wzmocnili swój garnizon w Myinsaing. Po odejściu Mongołów, Kyawswa objął tron po swoim ojcu Narathihapate. Był on jednak jedynie królem nominalnym, gdyż jego władza sięgała zaledwie kilka mil poza mury Paganu. W istocie, Imperium Paganu przestało już istnieć. Realna władza w środkowej Birmie spoczęła w rękach braci, którzy za pomocą swej małej, ale zdyscyplinowanej armii kontrolowali dystrykt Kyaukse – najważniejszy region rolniczy zwany spichrzem Paganu. Kyawswa nie miał innego wyboru niż uznać ich za panów Kyaukse. 19 lutego 1293 r. (12. dzień Przybywania Księżyca miesiąca Tabaung 654 ME) król mianował najstarszego z braci wicekrólem Myinsaing, kolejnego – wicekrólem Mekkara, a trzeciego – wicekrólem Pinle.
Niezależnie od tego bracia zachowywali się już jak suwerenni królowie. Kiedy król Wareru z Hanthawaddy (Dolnej Birmy) został w 1294 r. uznany za hołdownika królestwa Sukhothai to właśnie bracia, a nie Kyawswa, wysłali wojsko aby odzyskać to dawne terytorium Paganu. Chociaż ich próba odbicia Hanthawaddy nie była udana, nie pozostawiła ona wątpliwości kto dzierży realną władzę w środkowej Birmie.
Najmłodszy z braci, Thihathu, był z nich najbardziej ambitny i nie satysfakcjonował go tytuł jedynie wicekróla. W latach 1295 i 1296 przybrał on tytuły odpowiednio Pana Białego Słonia i Wielkiego Pana. Zaalarmowany tymi oczywistymi manifestacjami siły Thihathu, Kyawswa wysłał w styczniu 1297 r. swego syna, następcę tronu, do stacjonujących w Tagaung Mongołów z deklaracją posłuszeństwa i prośbą o uznanie. 20 marca 1297 r. cesarz Mongołów uznał Kyawswę za króla Birmy, a braciom nadał chińskie tytuły.
Nowe rola mongolskich wasali rozgniewała braci, gdyż ograniczała bezpośrednio ich władzę. W grudniu 1297 r. zaprosili oni króla do swej stolicy, Myinsaing, aby wziął udział w ceremonii poświęcenia wybudowanego przez nich klasztoru. Król, będąc przekonanym o swej nietykalności ze względu na mongolskie poparcie, przybył do Myinsaing i przewodniczył uroczystości. Jednak wkrótce po jej zakończeniu został uwięziony, zdetronizowany i zmuszony do zostania mnichem w tym samym klasztorze, który właśnie poświęcił.

## Najazd Mongołów (1301)
O detronizacji Kyawswy Mongołowie dowiedzieli się dopiero w czerwcu-lipcu 1298 r. W Paganie syn Kyawswy Sawhnit został przez osamotnioną królową Saw obrany królem, jednak wkrótce był już tylko gubernatorem pod władzą Myinsaing. Inny syn Kyawswy, Kumara Kassapa, we wrześniu 1299 r. uciekł do Chin. W styczniu 1300 r. dowodzone przez Athinhkayę siły Myinsaing zaatakowały znajdujące się na północ od Mandalaj mongolskie garnizony Nga Singu i Male. 22 czerwca 1300 r. cesarz Mongołów ogłosił Kumara Kassapę prawowitym królem Birmy i wysłał z Junnanu armię do Birmy. Licząca 12.000 żołnierzy armia osiągnęła Male 15 stycznia 1301 r. Mongołowie ponieśli duże straty na skutek ataków birmańskiej partyzantki oraz chorób, ale zdołali dotrzeć do Myinsaing i 25 stycznia 1301 r. rozpoczęli oblężenie. Jednak obrońcy twierdzy wytrzymali napór najeźdźców i 6 kwietnia 1301 r. Mongołowie zostali przekonani do przerwania najazdu dzięki znacznemu okupowi, który potraktowali jako daninę. Kumara Kassapa wycofał się wraz Mongołami do Tagaung. Władze w Junnanie, które wysłały najeźdźczą armię, niezadowolone z przebiegu kampanii straciły po powrocie wojsk wszystkich dowódców, ale nie zdecydowały się już na posłanie kolejnych ekspedycji. W kwietniu 1303 r. Mongołowie zlikwidowali prowincję Chiang-Mien ze stolicą w Tagaung w północnej Birmie i wycofali się całkowicie z Górnej Birmy.

## Zasięg geograficzny
Po wycofaniu się Mongołów z ich bazy w Tagaung, Myinsaing stało się ośrodkiem dominującym w środkowej Birmie. Wedle standardów Paganu oraz czasów późniejszych obszar kontrolowany przez to królestwo był raczej niewielki, obejmując jedynie centralną, suchą strefę Birmy. Na południu znajdowały się niezależne, mające własnych władców królestwa Hanthawaddy i Taungoo. Na zachodzie położony był również niezależny Arakan. Do całej ciągnącej się łukowato z północnego zachodu na wschód części granicy królestwa przylegały Państwa Szanów. Szanowie, w odróżnieniu od Mongołów, nie odeszli i zostali głównymi graczami w birmańskiej (i południowo-wschodnioazjatyckiej) historii.

## Koniec królestwa Myinsaing
Thihathu, najmłodszy z braci, nie chciał się dzielić władzą, nawet ze swymi braćmi. W październiku 1309 r. koronował się hucznie na króla. Gdy środkowy brat umarł, 13 kwietnia 1310 r. Thihathu otruł najstarszego i został królem Górnej Birmy. W lutym 1313 r., idąc za radą dworskich astrologów, Thihathu przeniósł stolicę do nowego miasta Pinya nad rzeką Irawadi. Jednak w czerwcu 1315 r. królestwo podzieliło się na Królestwo Pinya oraz Królestwo Sikongu.